# Musikåret 1970

## Händelser
- 20 februari – Benny Goodman ger konsert i Stockholm
- 21 mars – Danas låt All Kinds of Everything vinner Eurovision Song Contest i Amsterdam för Irland.[1] De nordiska länderna bojkottar dock tävlingen på grund av kritik mot poängsystemet.[2]
- 10 april – Den brittiska popgruppen The Beatles splittras.
- 28 april – Ella Fitzgerald och Count Basie ger konsert i Stockholm
- 9 december – Göran Gentele utses till chef för Metropolitan-operan i New York från 1972
- okänt datum – Rockgruppen Queen bildas.
- okänt datum – Rockgruppen Aerosmith bildas.
- okänt datum – Skivbolagen CBS och Cupol går samman.[3]

## Priser och utmärkelser
- Stora Christ Johnson-priset – Åke Hermanson för Symfoni nr 1
- Mindre Christ Johnson-priset – Daniel Börtz för Voces, första delen av Kafkatrilogin
- Jan Johansson-stipendiet – Pål Olle och Nils Agenmark
- Jenny Lind-stipendiet – Sylvia Härwell
- Jussi Björlingstipendiet – Margareta Hallin
- Medaljen för tonkonstens främjande – Ingvar Andersson, John Norrman och Alice Babs
- Nordiska rådets musikpris – Lars Johan Werle för arenaoperan Drömmen om Thérése
- Spelmannen – Cornelis Vreeswijk

## Årets album
Vänligen sortera soloartister på efternamn, musikgrupper på förstabokstaven (utan engelskans "The" och "A")

### A – G
- The Allman Brothers Band – Idlewild South
- The Band – Stage Fright
- The Beach Boys – Live in London
- The Beach Boys – Sunflower
- The Beatles – Let It Be
- Black Sabbath – Black Sabbath
- Black Sabbath – Paranoid
- Blandade artister – Zabriskie Point (soundtrack)
- Booker T. & the M.G.'s – McLemore Avenue
- David Bowie – The Man Who Sold the World
- James Brown – Sex Machine
- Bob Dylan – New Morning
- Bob Dylan – Self Portrait
- Canned Heat – Future Blues
- Caravan – If I Could Do It All Over Again, I'd Do It All Over You
- Johnny Cash – Hello, I'm Johnny Cash
- Johnny Cash – The Johnny Cash Show
- Cat Stevens – Tea for the Tillerman
- Chicago – Chicago
- Eric Clapton – Eric Clapton
- Joe Cocker – Mad Dogs & Englishmen
- Contact – Nobody Wants to Be Sixteen
- Creedence Clearwater Revival – Cosmo's Factory
- Creedence Clearwater Revival – Pendulum
- Crosby, Stills, Nash & Young – Déjà Vu
- Miles Davis – Bitches Brew
- Deep Purple – Deep Purple in Rock
- Delaney & Bonnie & Friends – On Tour with Eric Clapton
- Derek and the Dominos – Layla and Other Assorted Love Songs
- The Doors – Morrison Hotel
- Earth, Wind & Fire – Earth, Wind & Fire
- Emerson, Lake & Palmer – Emerson, Lake & Palmer
- The Everly Brothers - The Everly Brothers Show (dubbelalbum, live)
- Fleetwood Mac – Kiln House
- Free – Fire and Water
- Genesis – Trespass
- Grateful Dead – Workingman's Dead
- Grateful Dead – American Beauty

### H – R
- Bo Hansson – Sagan om Ringen
- George Harrison – All Things Must Pass
- Hot Tuna – Hot Tuna
- Víctor Jara – Canto Libre
- Jethro Tull – Benefit
- King Crimson – In the Wake of Poseidon
- King Crimson – Lizard
- The Kinks – Lola versus Powerman and the Moneygoround, Part One
- Led Zeppelin – Led Zeppelin III
- Lill Lindfors – Mellan dröm och verklighet
- Paul McCartney – McCartney
- Don McLean – Tapestry
- Joni Mitchell – Ladies of the Canyon
- The Monkees – Changes
- The Moody Blues – A Question of Balance
- Van Morrison – Moondance
- The Move – Shazam
- Rick Nelson - Rick Sings Nelson
- Randy Newman – 12 Songs
- November – En ny tid är här...
- Ingemar Olsson – Livs Levande
- Roy Orbison – The Big O
- Tom Paxton – Tom Paxton #6
- Elvis Presley – That's the Way It Is
- Quicksilver Messenger Service – Just for Love
- Rod Stewart – Gasoline Alley
- Stephen Stills – Stephen Stills
- Pugh Rogefeldt – Pughish
- Rolling Stones, The – Get Yer Ya Ya's Out

### S – Ö
- Santana – Abraxas
- Simon & Garfunkel – Bridge over Troubled Water
- Nina Simone – Black Gold
- Nina Simone – Gifted & Black
- Sly and the Family Stone – Greatest Hits
- Spooky Tooth – Ceremony
- Spooky Tooth – The Last Puff
- The Spotnicks - Back in the Race
- Tomasz Stańko – Music for K.
- Steppenwolf – Steppenwolf 7
- The Stooges – Fun House
- James Taylor – Sweet Baby James
- Traffic – John Barleycorn Must Die
- The Velvet Underground – Loaded
- Cornelis Vreeswijk – Poem, ballader och lite blues
- The Wailers (B. Marley, P. Tosh, B. Livingston/Wailer) – Best of The Wailers (första reggae-LP:n med bara en enda artist/grupp)
- The Wailers – Soul Rebels
- The Who – Live at Leeds
- Yes – Time and a Word
- Neil Young – After the Gold Rush
- Frank Zappa – Weasels Ripped My Flesh
- Frank Zappa – Chunga's Revenge
- ZZ Top – ZZ Top's First Album

## Årets singlar & hitlåtar
Vänligen sortera soloartister på efternamn, musikgrupper på förstabokstaven (utan engelskans "The" och "A")
- Chris Andrews – Pretty Belinda
- The Beach Boys – Cottonfields
- The Beatles – Let It Be
- The Beatles – The Long and Winding Road
- Black Sabbath – Iron Man
- Black Sabbath – Paranoid
- Bread – Make It with You
- James Brown – Super Bad
- Chicago – 25 or 6 to 4
- Christie – Yellow River
- Eric Clapton – After Midnight
- Eric Clapton – Layla
- Creedence Clearwater Revival – Have You Ever Seen the Rain?
- Creedence Clearwater Revival – Lookin' out My Back Door
- Creedence Clearwater Revival – Up Around the Bend
- Crosby, Stills, Nash & Young – Woodstock
- Deep Purple – Black Night
- Deep Purple – Child in Time
- Deep Purple – Speed King
- Neil Diamond – Cracklin' Rosie
- El Chicano – Viva Tirado
- The Five Stairsteps – O-o-h Child
- Aretha Franklin – Call Me
- Aretha Franklin – Don't Play That Song
- Free – All Right Now
- Norman Greenbaum – Spirit in the Sky
- The Guess Who – American Woman
- The Guess Who – No Time
- George Harrison – My Sweet Lord
- The Ides of March – Vehicle
- The Jackson 5 – ABC
- The Jackson 5 – I'll be There
- Elton John – Your Song
- Edison Lighthouse – Love Grows (Where My Rosemary Goes)
- Led Zeppelin – Immigrant Song
- John Lennon – Instant Karma!
- Mark Lindsay – Arizona
- Los Incas – El Condor Pasa
- Lars Lönndahl – Allting är så underbart
- The Kinks – Lola
- Joni Mitchell – Big Yellow Taxi
- Mungo Jerry – In the Summertime
- Pacific Gas & Electric – Are You Ready
- Freda Payne – Band of Gold
- John Phillips – Mississippi
- Elvis Presley – Kentucky Rain
- Elvis Presley – The Wonder of You
- Quicksilver Messenger Service – Fresh Air
- Santana – Black Magic Woman
- Shocking Blue – Venus
- Simon & Garfunkel – Bridge over Troubled Water
- Simon & Garfunkel – Cecilia
- Smokey Robinson & The Miracles – The Tears of a Crown
- Steppenwolf – Hey Lawdy Mama
- Edwin Starr – War
- James Taylor – Fire and Rain
- B.J.Thomas – Raindrops Keep Fallin' on My Head
- Three Dog Night – Mama Told Me Not to Come
- Vanity Fare – Hitchin' a Ride
- The Who – The Seeker
- Neil Young – Only Love Can Break Your Heart

## Födda
- 12 januari – Zack de la Rocha, amerikansk sångare, medlem i Rage Against the Machine.
- 9 februari – Paulina Sundin, svensk tonsättare.
- 27 februari – Lina Nyberg, svensk jazzsångare och kompositör.
- 5 mars – John Frusciante, amerikansk musiker, gitarrist i Red Hot Chili Peppers.
- 16 mars – Joakim Berg, svensk kompositör, textförfattare och sångare i Kent.
- 18 mars – Queen Latifah, amerikansk skådespelare och rappare.
- 18 april – Tess Merkel, svensk artist och sångare.
- 29 april – Jari Kainulainen, finländsk musiker, basist i Stratovarius.
- 30 mars – Sara Lunden, svensk sångare, musiker och performancekonstnär.
- 17 maj – Angelica Agurbash, vitrysk-rysk sångare, skådespelare och fotomodell.
- 4 juni – Izabella Scorupco, svensk skådespelare, fotomodell och sångare.
- 13 juni – Rivers Cuomo, amerikansk musiker, sångare i Weezer.
- 19 juni – Christina Gustafsson, svensk jazzsångare.
- 20 juni – Anneli 'Pandora' Magnusson, svensk sångare.
- 22 juni – Goran Kajfeš, svensk trumpetare.
- 8 juli – Beck Hansen, amerikansk rock/indie-musiker.
- 10 juli – Helen Sjöholm, svensk sångare.
- 8 augusti – Björn Rosenström, svensk låtskrivare och trubadur.
- 11 augusti – Andy Bell, brittisk musiker.
- 8 september – Neko Case, amerikansk sångare och låtskrivare.
- 10 september – Anna Book, svensk sångare.
- 12 september – Nathan Larson, svensk-amerikansk kompositör och multiinstrumentalist.
- 2 oktober – Martin Sköld, svensk musiker, basist i Kent.
- 19 oktober – Jacob Karlzon, svensk jazzpianist och kompositör.
- 1 november – Olle Åberg, svensk tonsättare.
- 4 november – Malena Ernman, svensk operasångare (mezzosopran).
- 8 november – Mikael Eriksson, svensk musiker, medlem i Larz-Kristerz.
- 4 december – Martin Fröst, svensk klarinettist.
- 4 december – Kristina Forsman, svensk tonsättare och trombonist.
- 8 december – Erik Peters, svensk tonsättare.

## Avlidna
- 24 januari – Ulla Hallin, 30, svensk sångare (sopran) i gruppen Gals and Pals.
- 1 mars – Sven Nilsson, 71, svensk skådespelare och operasångare (bas).
- 25 mars – Anita Halldén, 82, svensk sångtextförfattare och översättare.
- 11 maj – Johnny Hodges, 63, amerikansk jazzmusiker.
- 19 maj – Elsa M. Stuart, 81, svensk författare, musikrecensent och tonsättare.
- 13 juli – Roger Edens, 64, amerikansk kompositör, filmproducent, manusförfattare och skådespelare.
- 24 juli – Gottfrid Berg, 81, svensk kyrkomusiker och tonsättare.
- 29 juli – John Barbirolli, 70, brittisk dirigent.
- 30 juli – George Szell, 72, ungersk dirigent.
- 3 september – Alan Wilson, 27, amerikansk musiker, medlem i Canned Heat.
- 4 september – David Ottosson, 78, svensk tonsättare.
- 18 september – Jimi Hendrix, 27, amerikansk gitarrist och sångare.
- 2 oktober – Bo Linde, 37, svensk tonsättare.
- 4 oktober – Janis Joplin, 27, amerikansk sångare.
- 23 november – Alf Prøysen, 56, norsk visdiktare.
- 9 december – Hilma Barcklind, 87, svensk operasångare.

### Fotnoter
1. ↑  Poplight – Eurovision Song Contest.
2. ↑  ”Poplight”. Arkiverad från originalet den 24 maj 2012. https://archive.is/20120524221205/http://poplight.zitiz.se/melodifestivalen/1964. Läst 25 juli 2011.
3. ↑  ”78:or & film”. http://78-varv.atspace.cc/cupol.htm. Läst 3 juni 2011.